# Entremont, Haute-Savoie
Entremont är en kommun i departementet Haute-Savoie i regionen Auvergne-Rhône-Alpes i sydöstra Frankrike. Kommunen ligger i kantonen Bonneville som tillhör arrondissementet Bonneville. År 2016 hade Entremont 679 invånare.

## Befolkningsutveckling
Antalet invånare i kommunen Entremont
| Referens: INSEE |